# Встреча (фильм, 1980)
«Встреча» — советский короткометражный художественный фильм режиссёра Александра Итыгилова, поставленный по одноимённому рассказу Валентина Распутина.

## Сюжет
Приехав в город на слёт передовиков сельского хозяйства, техник Николай и доярка Анна встречаются спустя много лет. Анна остановилась в городе у тётки, и Николай приглашает её к себе в гостиничный номер отметить встречу.
Оставшись вдвоём, герои предаются воспоминаниям о своей жизни. Николай женат, у Анны первый муж погиб на войне, а второго — инвалида, она сама выгнала за пьянство. Николай вспоминает, что любил Анну ещё до войны, а она вышла замуж за его друга. Выпив лишнего, в запале он даже предлагает Анне выйти за него замуж, но когда она соглашается, выясняется, что это пустая бравада. Получив отпор на свои домогательства, Николай в отместку сообщает Анне, что уже после их свадьбы вместе с её мужем «бегал по девкам». Поняв, что нанёс Анне душевную травму и пытаясь загладить вину, говорит, что соврал ей со злости, но Анна ему уже не верит. Затянувшуюся и ставшую тягостной встречу прерывает звонок дежурной с напоминанием, что пребывание гостей разрешено до 23 часов.
Слёт завершается общим фото на память, на нём Николай и Анна снова оказываются рядом.

## В ролях
- Нина Русланова — Анна
- Станислав Любшин — Николай
- Сергей Никоненко — сосед в гостинице (эпизод)

## Награды
- 1980 — Гран-при на МКФ к/м и документальных фильмов в Лилле (Франция) — Александр Итыгилов.